# Улица Ахтри
У́лица А́хтри (эст. Ahtri tänav, с эст. — Кормовая улица) — улица в Таллине, столице Эстонии. 

## География
Пролегает в микрорайоне Садама городского района Кесклинн. Начинается от бульвара Мере, идёт параллельно линии Таллинского залива, слева пересекается с улицами Поорди, Лаэва и Паади, справа — с улицами Розени, Ротерманни, Хобуяама и Парда и заканчивается на перекрёстке улиц Йыэ и Рейди-теэ.
Протяжённость улицы Ахтри — 610 м.

## История
В конце XIX — начале XX века улица называлась Симеоновская улица (эст. Simeoni tänav, Siimeoni tänav, нем. Simionstraße, Simeon(ow)straße); в 1923—1950 годах — улица Сиимони (эст. Siimoni tn); с 27 июня 1950 года по 12 июня 1958 года — улица Мере (эст. Mere tänav); решением Таллинского горсовета от 13 июня 1958 года получила название улица Ахтри.

## Общественный транспорт
На улице расположена остановка «Siimeoni» городских автобусных маршрутов № 2, 8 и 66.

## Застройка
В настоящее время регистровый адрес улицы Ахтри имеют 9 объектов недвижимости:
- Ahtri tn 2 — Соляной склад Ротерманна, расположен на зелёной зоне улицы, между полосами противоположного движения. Построен в 1908 году по проекту немецко-балтийского инженера Эрнста Буштедта[эст.]. Внесён в Государственный регистр памятников культуры Эстонии как памятник  архитектуры[7]. В 1996 году в здание переехал Эстонский музей архитектуры[8];
- Ahtri tn 3 — автомобильная парковка;
- Ahtri tn 6 — 4-этажное офисное здание, перестроенное из исторического строения — Торговой станции Ротерманна. В настоящее время на этом месте планируется возвести офисное здание «Golden Gate», которое войдёт в т. н. квартал Ротерманна, срок окончания строительства — 2024 год[9];
- Ahtri tn 6А — 11-этажное офисно-жилое здание с открытой парковкой под названием «Адмиральский дом» (эст. Admirali maja)[10], построено в 2005 году[6];
- Ahtri tn 6В — автозаправка «Olerex»;
- Ahtri tn 7  — церковь Симеона Богоприимца и Анны Пророчицы, построена в 1752–1755 годах, памятник архитектуры[11][12];
- Ahtri tn 8  — 8-этажное офисное здание, построено в 1980 году. Здание таллинского Центра мировой торговли (WTC Tallinn);
- Ahtri tn 9 — 2-этажный торговый центр «Nautica keskus» (бывший «Norde Centrum»), построен в 2002 году[6][13]. В числе прочих магазинов в нём работает гипермаркет «Nautica Hyper Rimi» торговой сети «Rimi»[14];
- Ahtri tn 12  — 8-этажное офисное здание, построенное в 1987 году, часть центра «WTC Tallin». В настоящее время планируется его реконструкция[15].

В начале улицы Ахтри, с правой стороны, расположены также здания квартала Ротерманна. С левой стороны улицы, в Адмиральской гавани, находится С-терминал Таллинского пассажирского порта.

Улица Ахтри
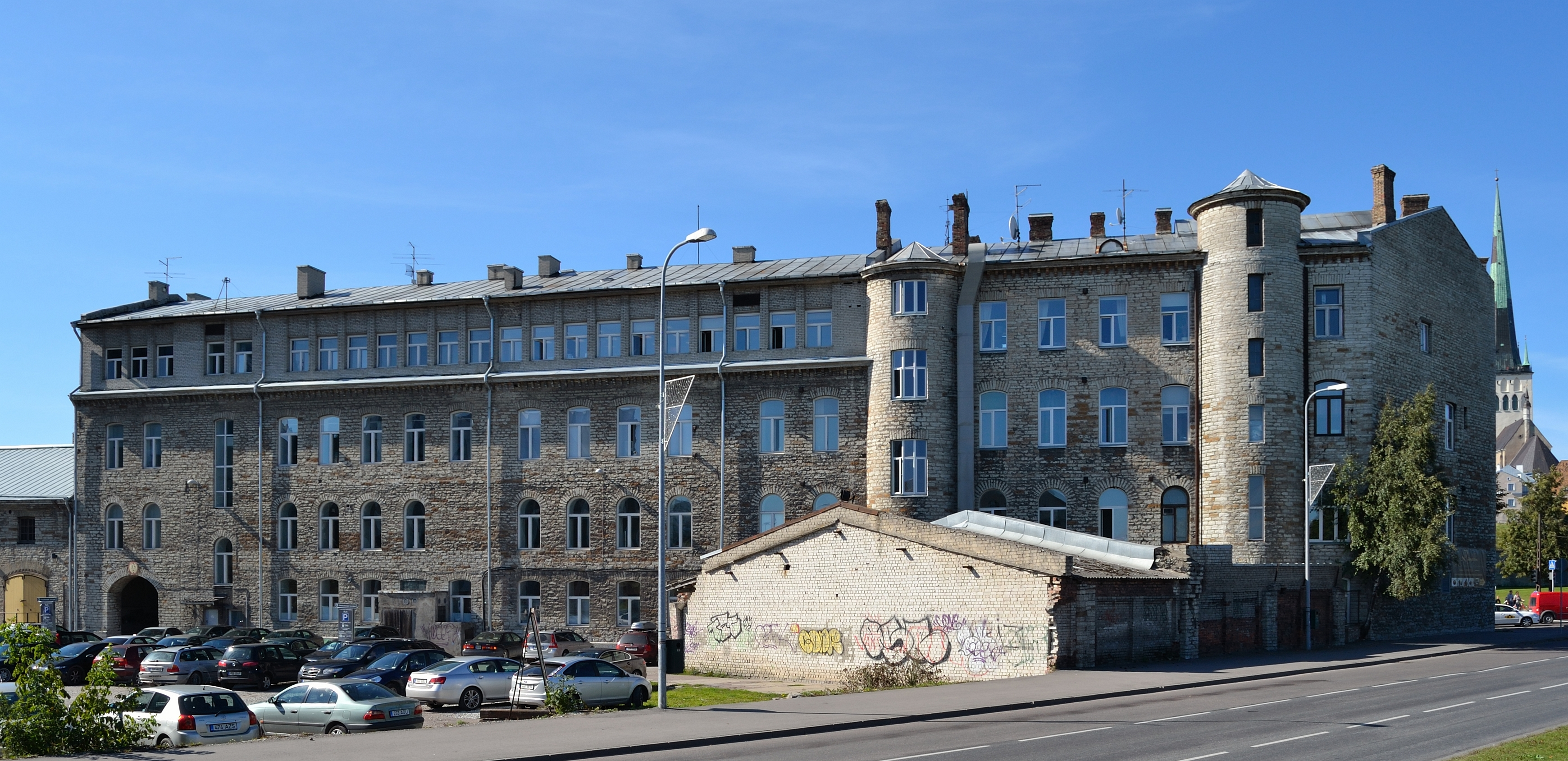
Начало улицы, вид в сторону бульвара Мере, на административное здание Спиртовой фабрики (памятник архитектуры 1888—1912)
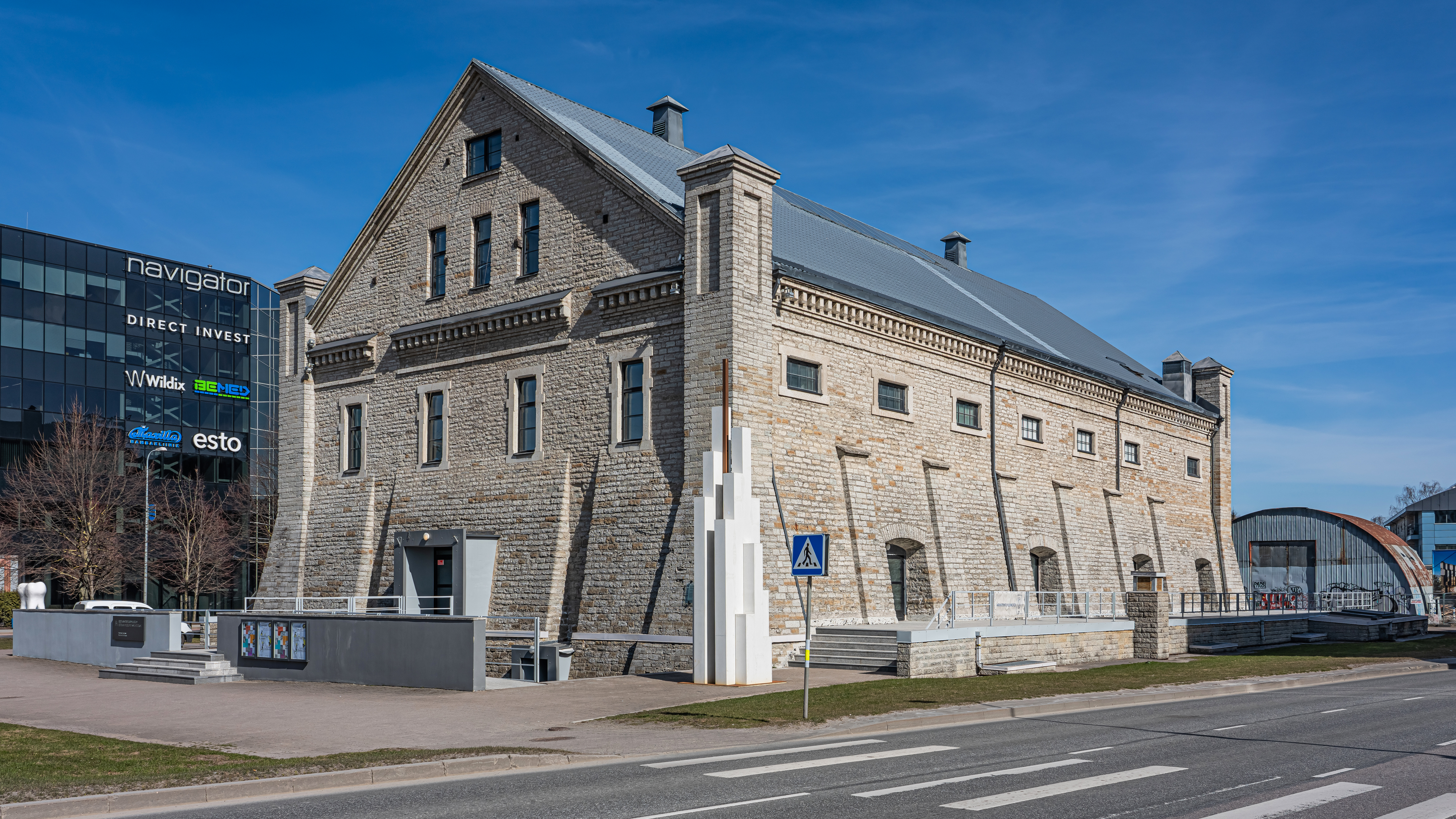
Эстонский музей архитектуры (Соляной склад Ротерманна)
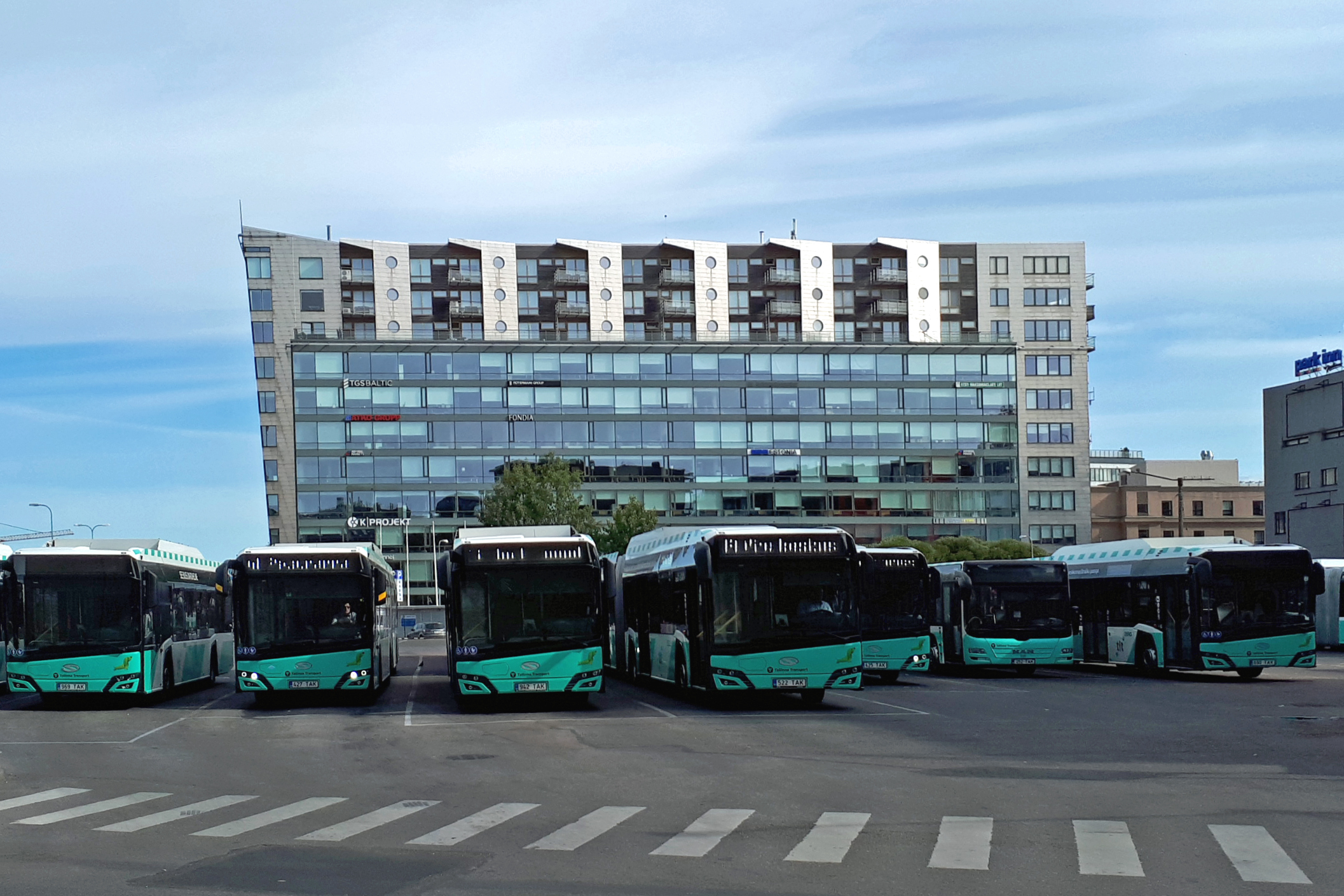
Вид на Адмиральский дом с улицы Хобуяама
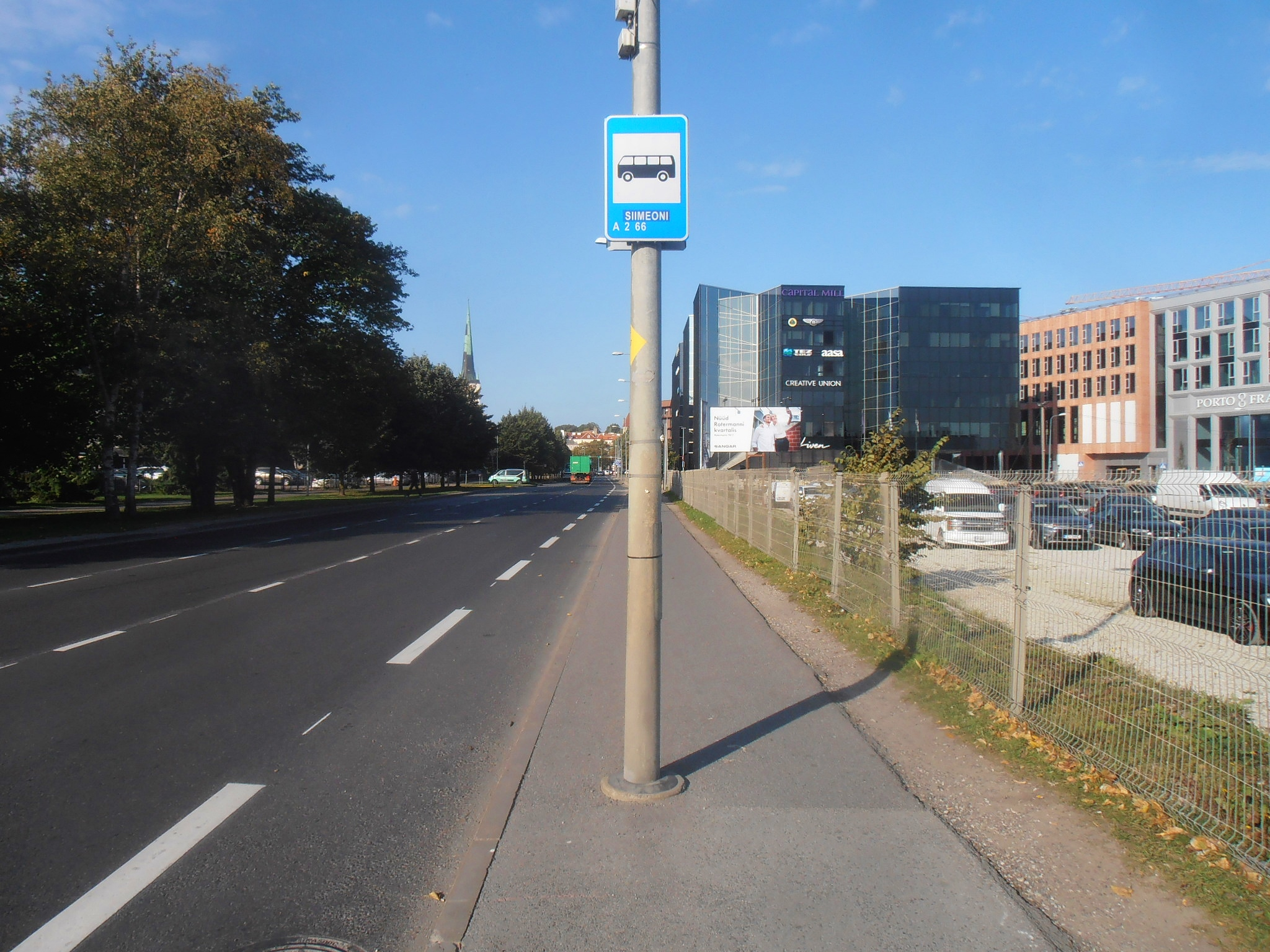
Автобусная остановка «Siimeoni»
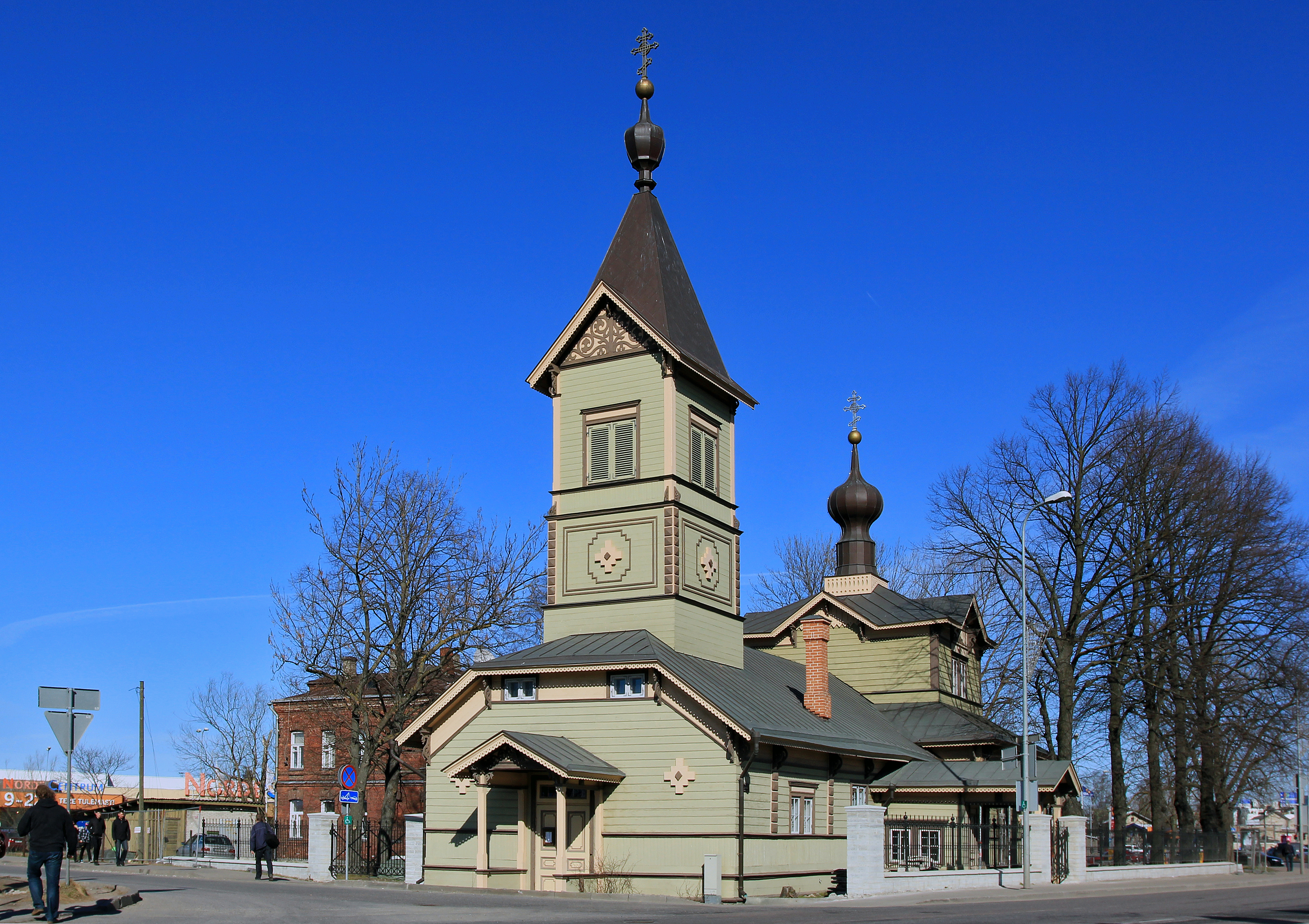
Церковь Симеона Богоприимца и Анны Пророчицы
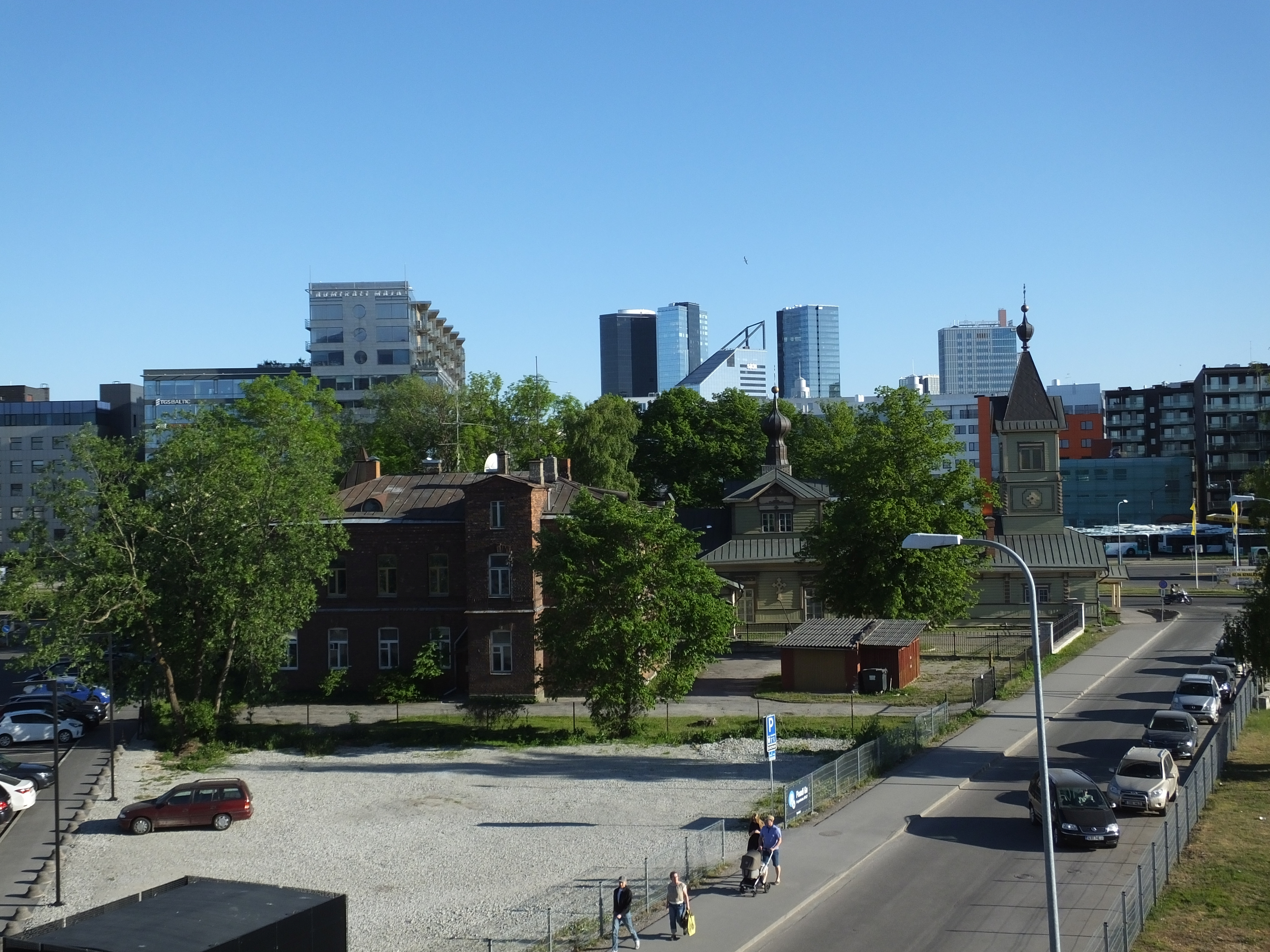
Улица Паади перед перекрёстком с улицей Ахтри
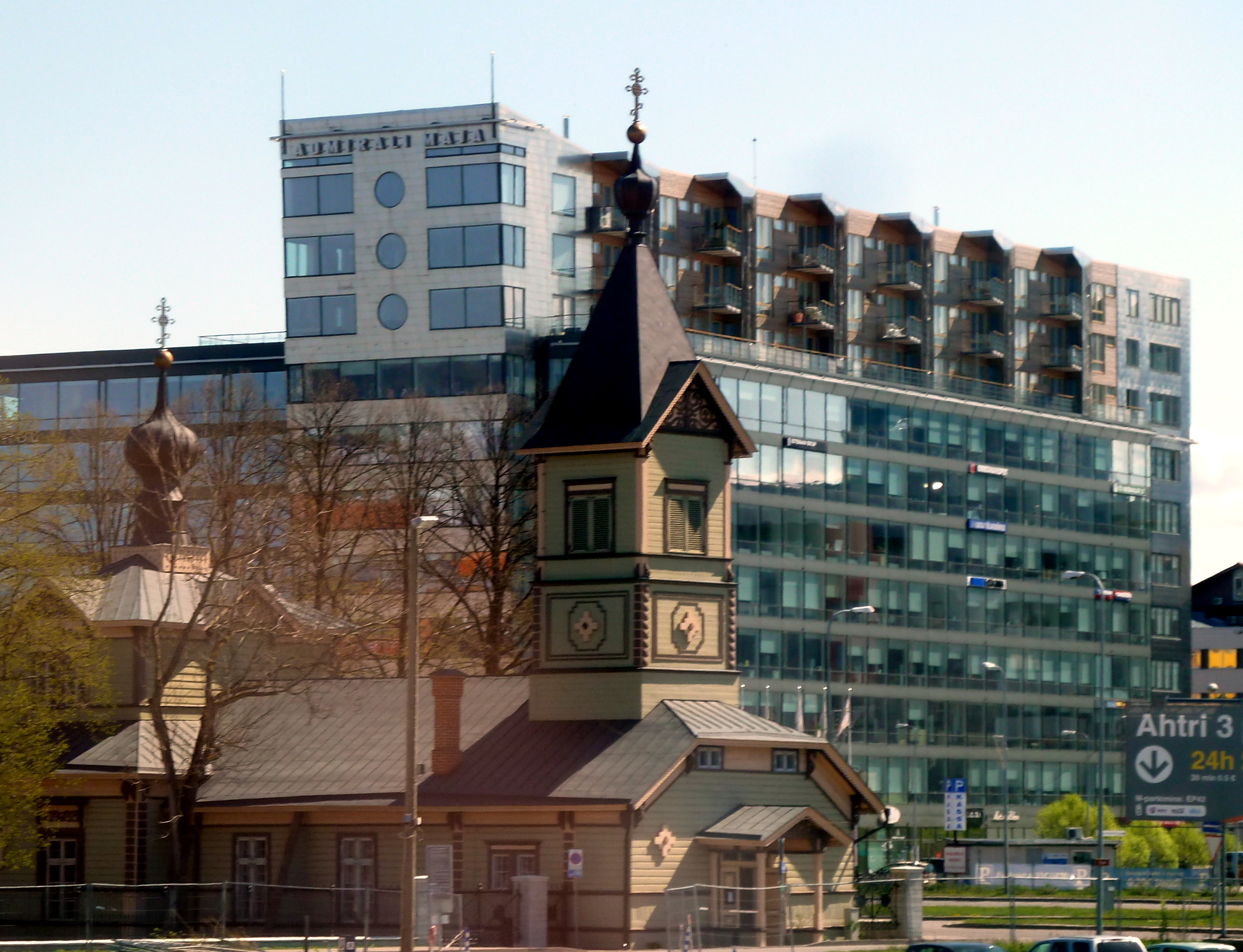
Вид на церковь св. Симеона и Анны и Адмиральский дом
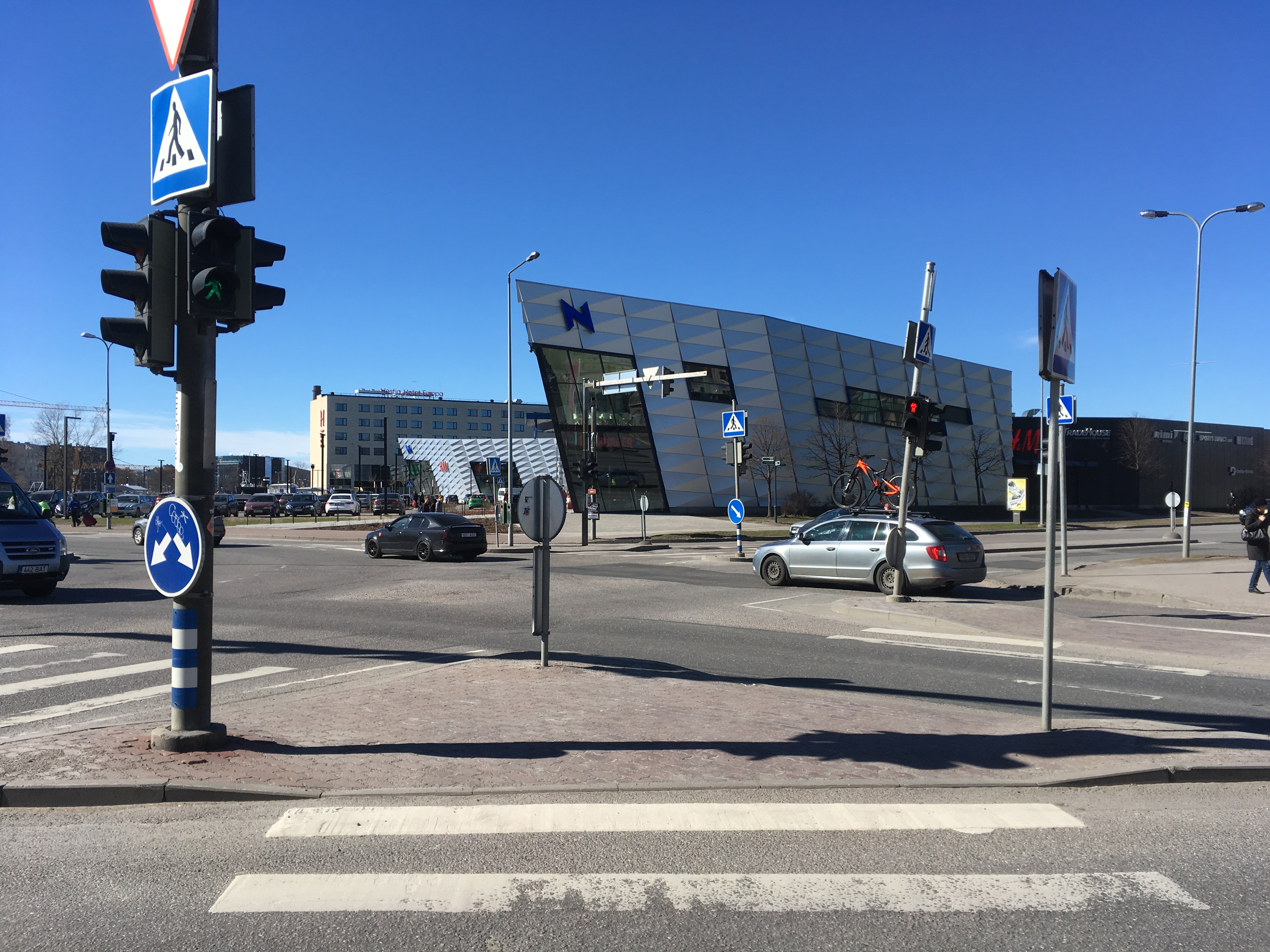
Перекрёсток с улицей Йыэ
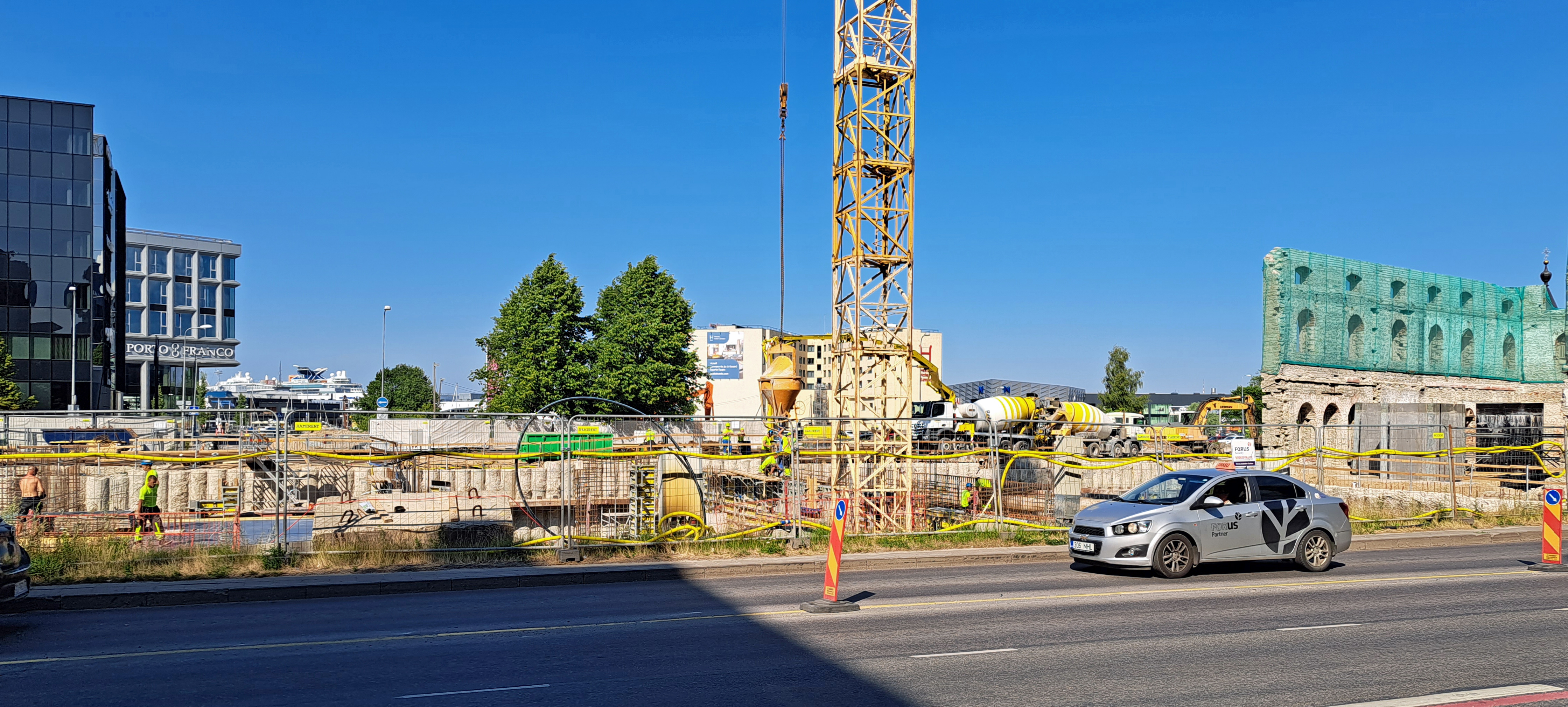
Строительство новой трамвайной линии, лето 2023 год